# Dårskapens hus
Dårskapens hus är en svensk klippfilm från 1951 i regi av Hasse Ekman. 

## Handling
Vid utgrävningar i Stockholm år 2248 har man påträffat 45 000 meter film från 1940-talet av mästerregissören Hasse Ekman. Materialet är i oordning men Föreningen för Fornfilm-Forskning sammanställer materialet som man tror att mästarens konstnärliga intention har varit. Storyn är sammanställd från åtta av Hasse Ekmans 40-talsfilmer.

## Om filmen
Filmen är en kavalkadfilm som består av sjutton stycken av Hasse Ekmans tidigare filmer. Filmens röda tråd består av klipp från Första divisionen, Lågor i dunklet, Ombyte av tåg, Excellensen, Kungliga patrasket, Fram för lilla Märta, Lilla Märta kommer tillbaka och Banketten. 
Filmen premiärvisades den 22 september 1951 på biograf Astoria i Stockholm. 
En vecka efter filmens premiär skrev tidningen Expressen att hela skådespelarkåren råkat i uppror över behandlingen av dess medlemmar och att Svenska Teaterförbundet under Sven Bergvalls ledning förberedde juridiska åtgärder mot Ekman.
Dårskapens hus har visats i SVT, bland annat 2006, 2008, 2018, 2021 och i augusti 2023.

## Roller i urval
- Hasse Ekman – Hans Hasseson Ekman/fänrik Bråde/Kim/Kurre med flera
- Lars Hanson – överste von Blankenau
- Elsie Albiin – Elisabeth, överstens dotter
- Gunnar Sjöberg – kapten Hansson, ordförande i Lillköpings Homofilurer
- Edvin Adolphson – Göran Dahl, gymnastikdirektör vid Lillköpings Internatskola
- Stig Järrel – Birger Sjögren, lärare i döda språk på internatskolan
- Inga Tidblad – Eva, miljöskadad hemmafru, maka till Birger
- Hilda Borgström – Charlotta Dahl, änka efter Lillköpings Bryggerier
- Sonja Wigert – Inga, Charlottas dotterdotter, f.d. skyddshemsflicka
- Eva Henning – Monika, dotter till konstfotograf Gottfrid, nattfjäril
- Douglas Håge – Lillköpings borgmästare/Gottfrid, ful gubbe, hans bror
- Ester Roeck-Hansen – Olga, före detta servitris, Monikas mor
- Thor Modéen – Vårby, Dahls faktotum, förrymd mentalpatient
- Birger Malmsten – Kurre, sjukgymnast, Charlottas fosterson
- Ernst Brunman – överkonstapel Bottin/Redaktör på Lillköpingsposten
- Ernst Eklund – Manfred Gripe, disponent i homeopatfirman Sjövall & Holm, svartabörshaj
- Sture Lagerwall – Jocke Grip, löjtnant vid Luftvärnsbatteriet och Manfreds son, sutenör i det civila
- Katie Rolfsen – Viran Blomster, städerska på Stadshotellet, oäkta dotter till disponent Gripe
- Ragnar Falck – Birger Rask, flygspanare, spion för ovänligt sinnad makt
- Gunn Wållgren – Maggan Håkansson, resande i narkotika
- Hugo Björne – Pontus Bråde, pyroman och rektor vid Lillköpings Internatskola, fänrik Brådes m.m. far
- Linnéa Hillberg – fru Bråde, anonym brevskriverska, fänrikens m.m. mor
- Åke Fridell – ordförande i Föreningen för Fornfilm-Forskning i prologen
- Harriet Andersson – hans sekreterare
- Gustaf Hiort af Ornäs – amanuens Brinkebo i Föreningen för Forn-Filmsforskning i prologen

## Filmmusik i urval
- "Bröllopsmarsch", kompositör Felix Mendelssohn-Bartholdy
- "Die Schönbrunner", kompositör Joseph Lanner
- "Att flyga är att leva", kompositör Lars-Erik Larsson, text Hasse Ekman
- "Baby", kompositör Sven Arefeldt, text Roland Eiworth
- "Som stjärnan uppå himmelen"
- "Fram för lilla Märta", kompositör Kai Gullmar, text Hasse Ekman
- "Med dej i mina armar", kompositör Kai Gullmar, text Hasse Ekman
- "Rösta på Tobias", kompositör Kai Gullmar, text Hasse Ekman
- "Vi är tre små flickor", kompositör Kai Gullmar, text Hasse Ekman

I filmen ingår även åtskillig musik komponerad av Hilding Rosenberg för filmen Hets (1944)

## DVD
Filmen gavs ut på DVD 2015.